# جوزيف كولينز
جوزيف كولينز (بالإنجليزية: Joseph Collins)‏ هو طبيب أعصاب أمريكي، ولد في 1866 في بروك فيلد ‏ في الولايات المتحدة، وتوفي في 1950 في نيويورك في الولايات المتحدة.